# Boykinia richardsonii
Boykinia richardsonii là một loài thực vật có hoa trong họ Saxifragaceae. Loài này được (Hook.) A.Gray ex B.D.Jacks. miêu tả khoa học đầu tiên năm 1893.